# Dicranomyia carneotincta
Dicranomyia carneotincta är en tvåvingeart som beskrevs av Alexander 1915. Dicranomyia carneotincta ingår i släktet Dicranomyia och familjen småharkrankar. Inga underarter finns listade i Catalogue of Life.